# 拓海彎
「拓海彎」是香港新界屯門公路往九龍方向近汀九橋的一個右轉彎位，是屯門公路上的交通黑點之一。「拓海彎」交通事故頻生，車輛駛經時會發生不自主的飘移，輪胎亦容易打滑。「拓海彎」的行車安全性因香港有線新聞節目《新聞刺針》的報導而引起香港社會的關注，其中香港立法會與屯門區議會的議員均對此表示關切。

## 命名
由於不少司機駛經「拓海彎」時，其車輛均發生不自主的飄移，因此該彎位被香港網民以擅長飄移的日本賽車漫畫《頭文字D》主角藤原拓海命名為「拓海彎」。:2:27-2:41

## 設計
「拓海彎」是屯門公路往九龍方向近汀九橋的一個右轉彎位，為下坡路，接近防撞欄:1:13-1:23，並隨後緊接另一個左轉彎位:2:23-2:31。「拓海彎」的轉彎弧度並不均等，弧度在轉彎轉至一半後會加大:3:20-3:47，其快綫彎位亦較急:1:13-1:23。由於「拓海彎」緊接另一個左轉彎位:2:23-2:31，「拓海彎」與該左轉彎位之間的行車綫的傾斜度在進行轉彎時有所變化，即快綫為先高後低，慢綫則為先低後高，使兩個彎位之間的行車綫實際上為平面:4:04-4:16:2:32-2:54。此外，該處的橋樑接駁位以铁片覆蓋供橋體热胀冷缩的伸缩缝空間:173。

## 意外
「拓海彎」是屯門公路上的交通黑點:2:23-2:27:173。由於「拓海彎」一段路面外側抬高的幅度不足:2:00-2:14，加上快綫圓周較小，車輛在快綫高速行駛時向心力不足:172，從而導致意外頻生:4:04-4:16:2:32-2:54。此外，由於該處的橋樑接駁位以表面滑溜的鐵片覆蓋伸縮縫空間，車輛輪胎質素較差或車速較高亦會導致交通事故:173。
「拓海彎」發生的意外通常是車輛經過時發生不自主的原地转动（打“白鴿轉”）:0:06-0:09、車速太快或天雨路滑時輪胎打滑:2:44-3:05:3:20-3:47、車輛在快綫以超過80千米每小时的速度行駛時會發生不自主的飄移:2:54-3:03等等，從而使車輛失控:172。「拓海彎」大部分打滑意外通常發生在車輛駛過橋樑接駁位後:173。

## 改善建議
香港運輸研究學會資深會員熊永達在有線新聞節目《新聞刺針》有關「拓海彎」的報導採訪中建議政府在「拓海彎」豎立告示牌、設置减速带，並每5年更換該處路面以保持其防滑功能:3:20-3:41。香港汽車高級駕駛協會主席江日雄在電視廣播有限公司節目《東張西望》有關「拓海彎」的報導採訪中亦建議政府在轉彎前橫越屯門公路的行車天橋處加設提醒駕駛人士減速的標誌:4:34-4:48。
在《新聞刺針》有關「拓海彎」的報導播出後，屯門區議會議員黃麗嫦、陳樹英、何杏梅、馬旗、黎駿穎、盧俊宇在交通運輸委員會會議上聯名要求改善「拓海彎」以保障行車安全。2023年7月，香港立法會議員陳恒鑌聯同黃啟進、鄭捷彬邀約路政署助理署長與運輸署代表到「拓海彎」現場進行實地考察。路政署稱該段路面設計符合標準，但為提高安全，短期內會重鋪路面，並加設兩組路牌。陳恒鑌本人則建議政府研究在該處設置超速攝錄機。